# إدي دوف
إدي دوف (بالإنجليزية: Eddie Dove)‏ هو لاعب كرة قدم أمريكية أمريكي، ولد في 4 أبريل 1937 في Hygiene, Colorado ‏ في الولايات المتحدة.

## وصلات خارجية
- إدي دوف على موقع مرجع كرة القدم المحترفة.كوم (الإنجليزية)